# Webster (San Diego)
Webster es un barrio de la región sudeste de la ciudad de San Diego, California.

## Geografía
Los límites de Webster están definidos al noroeste por la Avenida Home Northwest, al este por la Avenida Euclid, y al sur por la Ruta Estatal 94.

## Educación
- Webster Elementary School (Distrito Escolar Unificado de San Diego)